# Montenegrinischer Fußballpokal 2015/16
Der Montenegrinischer Fußballpokal 2015/16 (Kup Crne Gore) war die zehnte Austragung des Pokalwettbewerbs im Fußball in Montenegro seit der Unabhängigkeit im Juni 2006. Pokalsieger wurde der FK Rudar Pljevlja, der sich im Finale gegen den FK Budućnost Podgorica durchsetzte. Titelverteidiger FK Mladost Podgorica war im Viertelfinale gegen den FK Bokelj Kotor ausgeschieden.
Durch den Sieg im Finale qualifizierte sich Rudar für die 1. Qualifikationsrunde der UEFA Europa League 2016/17.

## Modus
In der 1. Runde wurde der Sieger in einem Spiel ermittelt. Stand es nach der regulären Spielzeit von 90 Minuten unentschieden, kam es ohne Verlängerung direkt zum Elfmeterschießen.
Im Achtel-, Viertel- und Halbfinale wurden die Sieger in Hin- und Rückspiel ermittelt. Bei Torgleichheit entschied zunächst die Anzahl der auswärts erzielten Tore, danach ohne Verlängerung ein Elfmeterschießen.
Das Finale wurde dagegen im Falle eines Remis zunächst verlängert und gegebenenfalls durch Elfmeterschießen entschieden.

## Teilnehmende Teams
| Prva Liga (12) | Druga Liga (11) | Treća Liga (6) |
| --- | --- | --- |
| - FK Bokelj Kotor - FK Budućnost Podgorica - FK Dečić Tuzi - FK Grbalj Radanovići - FK Iskra Danilovgrad - FK Lovćen Cetinje - FK Mladost Podgorica - FK Mornar Bar - OFK Petrovac - FK Rudar Pljevlja - FK Sutjeska Nikšić - FK Zeta Golubovci | - FK Berane - FK Bratsvo Cijevna - FK Brskovo Mojkovac - FK Cetinje - FK Grafičar Podgorica - FK Ibar Rožaje - FK Igalo 1929 - FK Jedinstvo Bijelo Polje - FK Jezero Plav - FK KOM Podgorica - FK Radnički Berane | - FK Petnjica (Sieger Nord) - FK Fair-Play (Finalist Nord) - FK Zora Spuž (Sieger Zentrum) - FK Mladost Lješkopolje (Finalist Zentrum) - FK Hajduk Bar (Sieger Süd) - FK Sloga Bar (Finalist Süd) |

## 1. Runde
Die letztjährigen Finalisten FK Mladost Podgorica und OFK Petrovac sowie FK Ibar Rožaje erhielten ein Freilos.
| Datum      |                        | Ergebnis |                           |
| ---------- | ---------------------- | -------- | ------------------------- |
| 15.09.2015 | FK Sloga Bar           | 0:1      | FK Mladost Lješkopolje    |
| 16.09.2015 | FK Bratsvo Cijevna     | 0:3      | FK Sutjeska Nikšić        |
| 16.09.2015 | FK Rudar Pljevlja      | 1:0      | FK Radnički Berane        |
| 16.09.2015 | FK Petnjica            | 0:3      | FK Bokelj Kotor           |
| 16.09.2015 | FK Zora Spuž           | 0:1      | FK Dečić Tuzi             |
| 16.09.2015 | FK Cetinje             | 1:2      | FK Lovćen Cetinje         |
| 16.09.2015 | FK Grafičar Podgorica  | 1:4      | FK Grbalj Radanovići      |
| 16.09.2015 | FK Budućnost Podgorica | 5:0      | FK Berane                 |
| 16.09.2015 | FK Zeta Golubovci      | 3:1      | FK Igalo 1929             |
| 16.09.2015 | FK KOM Podgorica       | 1:2      | FK Iskra Danilovgrad      |
| 16.09.2015 | FK Brskovo Mojkovac    | 2:1      | FK Jedinstvo Bijelo Polje |
| 16.09.2015 | FK Hajduk Bar          | 1:2      | FK Jedinstvo Bijelo Polje |
| 16.09.2015 | FK Fair-Play           | 0:7      | FK Mornar Bar             |

## Achtelfinale
| Datum             |                      | Gesamt |                           | Hinspiel | Rückspiel |
| ----------------- | -------------------- | ------ | ------------------------- | -------- | --------- |
| 23.09./21.10.2015 | FK Ibar Rožaje       | 1:7    | FK Dečić Tuzi             | 0:2      | 1:5       |
| 23.09./21.10.2015 | FK Lovćen Cetinje    | 5:3    | FK Mladost Lješkopolje    | 3:0      | 2:3       |
| 23.09./21.10.2015 | OFK Petrovac         | 1:2    | FK Mornar Bar             | 0:1      | 1:1       |
| 23.09./21.10.2015 | FK Zeta Golubovci    | 4:2    | FK Brskovo Mojkovac       | 3:0      | 1:2       |
| 23.09./21.10.2015 | FK Rudar Pljevlja    | 4:0    | FK Sutjeska Nikšić        | 1:0      | 3:0       |
| 23.09./21.10.2015 | FK Mladost Podgorica | 2:0    | FK Jedinstvo Bijelo Polje | 2:0      | 0:0       |
| 23.09./21.10.2015 | FK Grbalj Radanovići | 1:6    | FK Budućnost Podgorica    | 1:2      | 0:4       |
| 23.09./21.10.2015 | FK Bokelj Kotor      | 4:2    | FK Iskra Danilovgrad      | 3:0      | 1:2       |

## Viertelfinale
| Datum             |                        | Gesamt |                   | Hinspiel | Rückspiel |
| ----------------- | ---------------------- | ------ | ----------------- | -------- | --------- |
| 04.11./25.11.2015 | FK Lovćen Cetinje      | 6:1    | FK Mornar Bar     | 3:1      | 3:0       |
| 04.11./25.11.2015 | FK Dečić Tuzi          | 3:4    | FK Rudar Pljevlja | 2:2      | 1:2       |
| 04.11./25.11.2015 | FK Budućnost Podgorica | 2:0    | FK Zeta Golubovci | 2:0      | 0:0       |
| 04.11./02.12.2015 | FK Mladost Podgorica   | 1:4    | FK Bokelj Kotor   | 0:2      | 1:2       |

## Halbfinale
| Datum             |                        | Gesamt |                   | Hinspiel | Rückspiel |
| ----------------- | ---------------------- | ------ | ----------------- | -------- | --------- |
| 13.04./27.04.2016 | FK Budućnost Podgorica | 3:1    | FK Lovćen Cetinje | 2:0      | 1:1       |
| 13.04./27.04.2016 | FK Bokelj Kotor        | 0:3    | FK Rudar Pljevlja | 0:1      | 0:2       |

## Finale
| Paarung                | FK Budućnost Podgorica – FK Rudar Pljevlja |
| Ergebnis               | 0:0 n. V.; 3:4 i. E. |
| Datum                  | 2. Juni 2016 um 20:30 Uhr MESZ |
| Stadion                | Gradski Stadion pod Goricom, Podgorica |
| Zuschauer              | 6.000 |
| Schiedsrichter         | Miloš Novović |
| Tore                   | Elfmeterschießen: 0:1 Božović 1:1 Đalović 1:2 Vlahović 2:2 Raspopović Ljuljanović hält gegen Alić 3:2 Mirković 3:3 Marković Radanović hält gegen Raičković 3:4 Radanović Radanović hält gegen Vušurović                                                                                  |
| FK Budućnost Podgorica | Damir Ljuljanović – Mihailo Tomković , Nikola Vukčević, Marko Burzanović (107. Vule Vujačić), Tomislav Pajović (5. Filip Mitrović) – Miloš Raičković, Momčilo Raspopović, Ivan Pejaković, Deni Hočko (65. Milan Vušurović) – Luka Mirković, Radomir Đalović Cheftrainer: Miodrag Vukotić |
| FK Rudar Pljevlja      | Miloš Radanović – Noma Ryota (104. Ivan Knežević, 116. Ivan Marković), Ermin Alić, Alphonse Denis Soppo, Ivan Ivanović – Miroje Jovanović (60. Draško Božović), Dušan Nestorović, Predrag Brnović, Stevan Reljić – Radule Živković, Nedeljko Vlahović Cheftrainer: Dragan Radojičić      |
| Gelbe Karten           | keine – Živković, Nestorović, Božović |